# Austrian Football Division One 2009
Die Austrian Football Division One 2009 ist die 12. Spielzeit der zweithöchsten österreichischen Spielklasse der Männer im American Football. Sie begann am 29. März 2009 mit dem Spiel der CNC Gladiators gegen die Salzburg Bulls (14:42) und endete am 11. Juli 2009 mit der Silver Bowl XII in Salzburg.
Im Endspiel gewannen die Generali Invaders, Drittplatzierte nach dem Grunddurchgang, gegen die Salzburg Bulls, dem Zweiten nach dem Grunddurchgang, überraschend mit 27:26. Es war die erste Silverbowl der Invaders im sechsten Versuch.
In diesem Jahr traf jedes der vier Mannschaften in drei Heim- und drei Auswärtsspielen aufeinander. Außerdem hat jedes Team ein Heim- und ein Auswärtsspiel gegen eine Mannschaft der Interdivision.
Die zweite Mannschaft der Raiffeisen Vikings Vienna, welche seit 2004 immer die Silverbowl gewonnen hatte, trat in diesem Jahr nicht an, da viele Spieler nicht den internen Cut geschafft hatten.

## Teams
- Salzburg Bulls (Salzburg)
- Generali Invaders (St. Pölten)
- CNC Gladiators (Stegersbach)
- ASKÖ Steelsharks (Traun)

### Tabelle
G = Games, W = Wins, L = Losses, T = Ties, PCT = Winning Percentage, PF= Points For, PA = Points Against, Diff = Difference
|  | Play-offs mit Heimrecht |
|  | Play-offs               |

| Division I 2009 |                              |   |   |   |   |       |     |     |      |
|                 | Team                         | G | W | L | T | PCT   | PF  | PA  | Diff |
| 1               | Salzburg Bulls               | 8 | 6 | 2 | 0 | 0,750 | 266 | 141 | +125 |
| 2               | CNC Gladiators               | 8 | 5 | 3 | 0 | 0,625 | 163 | 166 | 0−3  |
| 3               | Generali Invaders St. Pölten | 8 | 3 | 5 | 0 | 0,375 | 162 | 240 | −78  |
| 4               | ASKÖ Steelsharks Traun       | 8 | 0 | 8 | 0 | 0,000 | 96  | 291 | −195 |

### Spielplan
|   | Teams der Interdivision gegen Division I-Teams |
| * | Teams der Interdivision                        |

| Datum                 | Kickoff | Heim                         | Ergebnis | Auswärts                     | Stadion                            |
| --------------------- | ------- | ---------------------------- | -------- | ---------------------------- | ---------------------------------- |
| Woche 1               |         |                              |          |                              |                                    |
| 29. März              | 14:00   | CNC Gladiators               | 14:42    | Salzburg Bulls               | Stegersbach                        |
| Woche 2               |         |                              |          |                              |                                    |
| 4. April              | 17:00   | ASKÖ Steelsharks Traun       | 21:24    | CNC Gladiators               | Sportzentrum Traun, Traun          |
| 4. April              | 14:00   | Salzburg Bulls               | 18:30    | Carinthian Black Lions*      | ASKÖ Sportstadion Gnigel, Salzburg |
| 4. April              | 15:00   | Cineplexx Blue Devils*       | 49:10    | Generali Invaders St. Pölten | Herrenriedstadion, Hohenems        |
| Woche 4               |         |                              |          |                              |                                    |
| 18. April             | 14:00   | Salzburg Bulls               | 55:14    | ASKÖ Steelsharks Traun*      | ASKÖ Sportstadion Gnigel, Salzburg |
| 19. April             | 14:00   | CNC Gladiators               | 27:20    | Generali Invaders St. Pölten | Stegersbach                        |
| Woche 5               |         |                              |          |                              |                                    |
| 25. April             | 15:00   | Generali Invaders St. Pölten | 35:6     | ASKÖ Steelsharks Traun*      | Ottakringer Field, St. Pölten      |
| Woche 6               |         |                              |          |                              |                                    |
| 2. Mai                | 15:00   | Generali Invaders St. Pölten | 20:45    | Salzburg Bulls               | Ottakringer Field, St. Pölten      |
| 2. Mai                | 17:00   | ASKÖ Steelsharks Traun       | 14:49    | Cineplexx Blue Devils*       | Sportzentrum Traun, Traun          |
| 3. Mai                | 15:00   | Carinthian Black Lions*      | 35:7     | CNC Gladiators               | Wolfsberger Stadion, Wolfsberg     |
| Woche 8               |         |                              |          |                              |                                    |
| 16. Mai               | 14:00   | Salzburg Bulls               | 45:7     | Generali Invaders St. Pölten | ASKÖ Sportstadion Gnigel, Salzburg |
| 16. Mai               | 16:00   | Carinthian Black Lions*      | 54:8     | ASKÖ Steelsharks Traun       | Stadion Lind, Villach              |
| 17. Mai               | 14:00   | CNC Gladiators               | 35:0     | Cineplexx Blue Devils*       | Stegersbach                        |
| Woche 9               |         |                              |          |                              |                                    |
| 22. Mai               | 20:00   | ASKÖ Steelsharks Traun       | 14:20    | Salzburg Bulls               | Lind-Stadion, Villach              |
| 23. Mai               | 15:00   | Generali Invaders St. Pölten | 0:29     | CNC Gladiators               | Ottakringer Field, St. Pölten      |
| Woche 11              |         |                              |          |                              |                                    |
| 6. Juni               | 15:00   | Generali Invaders St. Pölten | 36:27    | Carinthian Black Lions*      | Ottakringer Field, St. Pölten      |
| 7. Juni               | 15:00   | CNC Gladiators               | 20:7     | ASKÖ Steelsharks Traun       | Stegersbach                        |
| 7. Juni               | 14:00   | Cineplexx Blue Devils*       | 35:0     | Salzburg Bulls               | Herrenriedstadion, Hohenems        |
| Woche 12              |         |                              |          |                              |                                    |
| 13. Juni              | 17:00   | ASKÖ Steelsharks Traun       | 12:34    | Generali Invaders St. Pölten | Sportzentrum Traun, Traun          |
| 14. Juni              | 14:00   | Salzburg Bulls               | 41:7     | CNC Gladiators               | ASKÖ Sportstadion Gnigel, Salzburg |
| Playoffs: Semi-Finals |         |                              |          |                              |                                    |
| 27. Juni              | 16:00   | Salzburg Bulls               | 56:12    | ASKÖ Steelsharks Traun       | ASKÖ Sportstadion Gnigel, Salzburg |
| 5. Juli               | 15:00   | CNC Gladiators               | 9:36     | Generali Invaders St. Pölten | Stegersbach                        |
| Silverbowl XII        |         |                              |          |                              |                                    |
| 11. Juli              | 16:00   | Salzburg Bulls               | 26:27    | Generali Invaders St. Pölten | ASV Platz Itzling, Salzburg        |

### Finalrunde
|  | Playoffs: Semi-Finals | Playoffs: Semi-Finals        | Playoffs: Semi-Finals |  |  | Silver Bowl XII | Silver Bowl XII              | Silver Bowl XII |
|  |                       |                              |                       |  |  |                 |                              |                 |
|  |                       |                              |                       |  |  |                 |                              |                 |
|  | 2                     | CNC Gladiators               | 9                     |  |  |                 |                              |                 |
|  | 3                     | Generali Invaders St. Pölten | 36                    |  |  |                 |                              |                 |
|  |                       |                              |                       |  |  | 1               | Salzburg Bulls               | 26              |
|  |                       |                              |                       |  |  | 3               | Generali Invaders St. Pölten | 27              |
|  | 1                     | Salzburg Bulls               | 56                    |  |  |                 |                              |                 |
|  | 4                     | ASKÖ Steelsharks Traun       | 12                    |  |  |                 |                              |                 |
|  |                       |                              |                       |  |  |                 |                              |                 |

| Silver Bowl XII – Salzburg   | Silver Bowl XII – Salzburg   | Silver Bowl XII – Salzburg | Silver Bowl XII – Salzburg                               | Silver Bowl XII – Salzburg                               | Silver Bowl XII – Salzburg                               | Silver Bowl XII – Salzburg                               |
| ---------------------------- | ---------------------------- | -------------------------- | -------------------------------------------------------- | -------------------------------------------------------- | -------------------------------------------------------- | -------------------------------------------------------- |
| Team                         | Team                         | Punkte                     | Q1                                                       | Q2                                                       | Q3                                                       | Q4                                                       |
| Salzburg Bulls               | Salzburg Bulls               | 26                         | 7                                                        | 13                                                       | 6                                                        | 0                                                        |
| Generali Invaders St. Pölten | Generali Invaders St. Pölten | 27                         | 0                                                        | 7                                                        | 7                                                        | 13                                                       |
| Bulls                        | Invaders                     | Spieler                    | Spielzug                                                 | Spielzug                                                 | Spielzug                                                 | Spielzug                                                 |
| 7                            | 0                            | Gerhard Koruna             | 10-Yard Pass von Jordy Bernhard (PAT Dominik Höllbacher) | 10-Yard Pass von Jordy Bernhard (PAT Dominik Höllbacher) | 10-Yard Pass von Jordy Bernhard (PAT Dominik Höllbacher) | 10-Yard Pass von Jordy Bernhard (PAT Dominik Höllbacher) |
| 14                           | 0                            | Will Galusha               | 1-Yard Pass von Jordy Bernhard (PAT Dominik Höllbacher)  | 1-Yard Pass von Jordy Bernhard (PAT Dominik Höllbacher)  | 1-Yard Pass von Jordy Bernhard (PAT Dominik Höllbacher)  | 1-Yard Pass von Jordy Bernhard (PAT Dominik Höllbacher)  |
| 20                           | 0                            | Lukas Miribung             | 1-Yard Lauf (PAT Dominik Höllbacher blocked)             | 1-Yard Lauf (PAT Dominik Höllbacher blocked)             | 1-Yard Lauf (PAT Dominik Höllbacher blocked)             | 1-Yard Lauf (PAT Dominik Höllbacher blocked)             |
| 20                           | 7                            | Daniel Gloimüller          | 10-Yard Pass von Justin McKenzie (PAT Marvin Okelola)    | 10-Yard Pass von Justin McKenzie (PAT Marvin Okelola)    | 10-Yard Pass von Justin McKenzie (PAT Marvin Okelola)    | 10-Yard Pass von Justin McKenzie (PAT Marvin Okelola)    |
| 26                           | 7                            | Jordy Bernhard             | 1-Yard Lauf (TPC incomplete)                             | 1-Yard Lauf (TPC incomplete)                             | 1-Yard Lauf (TPC incomplete)                             | 1-Yard Lauf (TPC incomplete)                             |
| 26                           | 14                           | Joseph Bo Moncur           | 1-Yard Lauf (PAT Marvin Okelola)                         | 1-Yard Lauf (PAT Marvin Okelola)                         | 1-Yard Lauf (PAT Marvin Okelola)                         | 1-Yard Lauf (PAT Marvin Okelola)                         |
| 26                           | 20                           | Joseph Bo Moncur           | 8-Yard Lauf (PAT Marvin Okelola no good)                 | 8-Yard Lauf (PAT Marvin Okelola no good)                 | 8-Yard Lauf (PAT Marvin Okelola no good)                 | 8-Yard Lauf (PAT Marvin Okelola no good)                 |
| 26                           | 27                           | Joseph Bo Moncur           | 48-Yard Lauf (PAT Marvin Okelola)                        | 48-Yard Lauf (PAT Marvin Okelola)                        | 48-Yard Lauf (PAT Marvin Okelola)                        | 48-Yard Lauf (PAT Marvin Okelola)                        |